# Quyền Anh tại Đại hội Thể thao Đông Nam Á 1985
Quyền Anh tại Đại hội Thể thao Đông Nam Á năm 1985 diễn ra từ 12 đến 16 tháng 12 năm 1985 tại nhà thi đấu Nimibutr Gymnasium, trong khuôn viên National Sport Complex ở Bangkok, Thái Lan. Môn Quyền Anh chỉ có nội dung dành cho nam nam, phân chia thành 13 hạng cân từ Pinweight (≤45 kg) đến Super heavyweight (+91 kg).
Đoàn chủ nhà Thái Lan nhất toàn đoàn với 9 huy chương vàng.

## Tóm tắt kết quả
| Hạng cân  | Gold                | Silver              | Bronze                              |
| --------- | ------------------- | ------------------- | ----------------------------------- |
| -45 kg.   | Teerachai Semanuson | Nico Thomas         | Yahaya Bin Mohd Shad Nelson Jamili  |
| -48 kg.   | Leopoldo Serantes   | Supab Boonrowd      | San Hla Herry Maitimu               |
| -51 kg.   | Khunchai Sumranjit  | Orlando Tacuyan     | Neo Oon Heng Myint Soe Lay          |
| -54 kg.   | Adrianus Taroreh    | Kumncun Janpeng     | PG. Haji Mohiddin AK. Saw Tin Myint |
| -57 kg.   | Wanchai Phongsri    | Matheos Lewaherilla | Tun Tun Win Tan Leong Kok           |
| -60 kg.   | Somsak Boonta       | Ruben Mares         | Haji Piut Abu Bakar Apeles Letty    |
| -63.5 kg. | Sambouy Mongsoni    | Manimbul Silaban    | Hussin Abd Rahman Myo Kyaw          |
| -67 kg.   | Mohamed Mukhlis     | Taweewat Islam      | Alfredo Trazona Velentino           |
| -71 kg.   | Boontum Silakorn    | Ernesto Coronel     | Soe Soe Md Saman Yaacoap            |
| -75 kg.   | Narong Intaprom     | Jonas Giay          | MD Ali Ismail Ramon Napagao         |
| -81 kg.   | Liston Siregar      | Anant Inkankate     | Hock Singh Amarjit                  |
| -91 kg.   | Samrouy Sukeetan    | Lodwyk Akwan        | Ong Poh Chye                        |
| +91 kg.   | Panya Sonnoi        | Mohamed Ismail      | -                                   |

## Bảng huy chương
| Hạng               | Đoàn               | Vàng | Bạc | Đồng | Tổng số |
| ------------------ | ------------------ | ---- | --- | ---- | ------- |
| 1                  | Thái Lan (THA)     | 9    | 4   | 0    | 13      |
| 2                  | Indonesia (INA)    | 2    | 5   | 3    | 10      |
| 3                  | Philippines (PHI)  | 1    | 3   | 3    | 7       |
| 4                  | Singapore (SIN)    | 1    | 1   | 2    | 4       |
| 5                  | Myanmar (MYA)      | 0    | 0   | 6    | 6       |
| 6                  | Malaysia (MAS)     | 0    | 0   | 4    | 4       |
| 7                  | Brunei (BRU)       | 0    | 0   | 3    | 3       |
| Tổng số (7 đơn vị) | Tổng số (7 đơn vị) | 13   | 13  | 21   | 47      |